# 1995年世界青年日

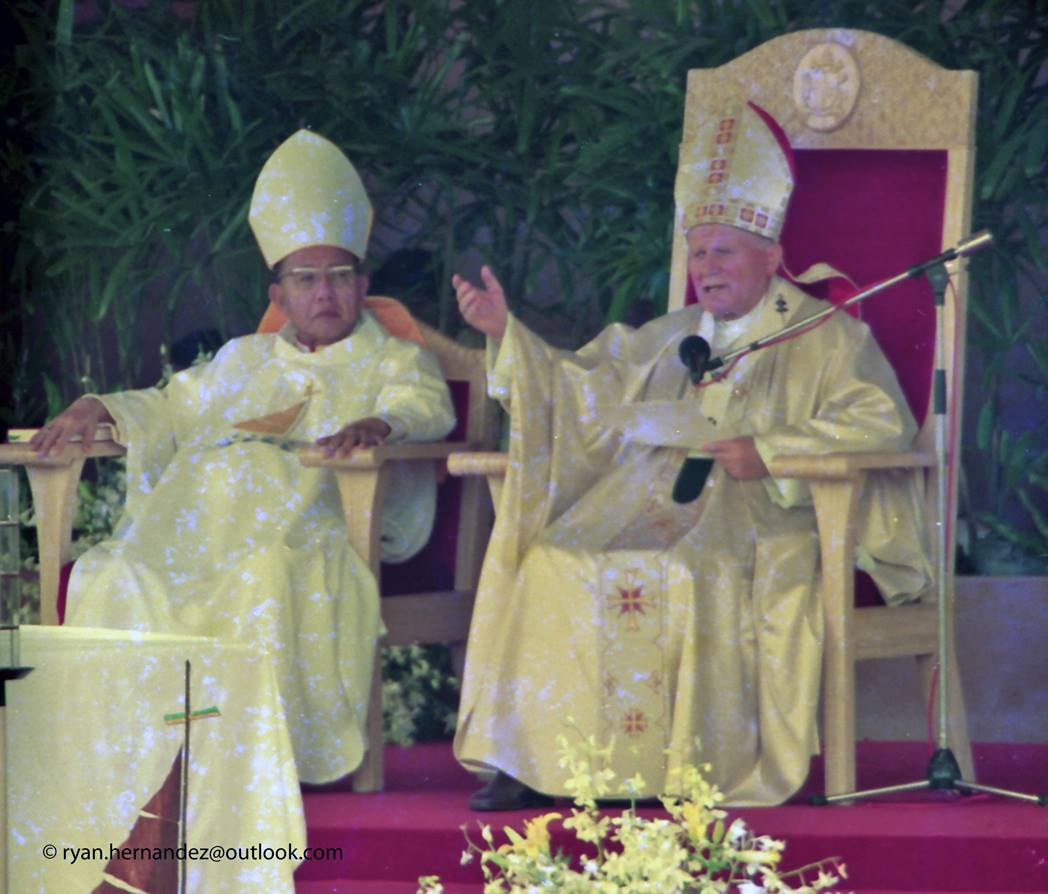
若望·保禄二世（右）和馬尼拉總主教辛海棉一同在黎剎公園主持閉幕彌撒

第十屆世界青年日於1995年1月10日到15日在菲律賓馬尼拉舉行。這是世界青年日第七次國際級慶典，也是第一次在亞洲國家舉行。此屆主題為「就如父派遣了我，我也同樣派遣你們。」（《若望福音》20:21）
教宗若望·保禄二世親自出席了活動，這是他第二次到菲律賓，也是最後一次。2003年1月，他本有意出席在馬尼拉召開的第四屆世界家庭會議，但因健康因素取消。
高達五百萬人出席了在黎剎公園舉行的閉幕彌撒，在歷代教宗主持的活動中位居史上第二多，僅次於2015年教宗方濟各訪問菲律賓時聚集的人潮。
基地組織在科威特籍恐怖分子拉姆齐·尤塞夫指揮下，企圖在若望·保禄二世參加此屆世界青年日時以炸彈暗殺他（波金卡计划），幸而在實施前即因窩藏地點失火而被菲律賓警方查獲，遂失敗。

## 外部連結
- Guinness Book of World Records - Largest Papal Crowd（页面存档备份，存于）